# BC Juventus
O BC Juventus (lituano:Krepšinio Klubas Juventus) é um clube profissional de basquetebol sediado na cidade de Utena, Lituânia que atualmente disputa a Liga Lituana. Foi fundado em 1999 e manda seus jogos na Utena's Arena que possui capacidade de 2.000 espectadores.

## Temporada por Temporada
| Temporada | Nível | Liga | Pos. | Pós Temporada     | Liga Báltica   | Pos. | LKF Cup           |
| --------- | ----- | ---- | ---- | ----------------- | -------------- | ---- | ----------------- |
| 2003–04   | 3     | LKBL | 6    | –                 | –              | –    | –                 |
| 2004–05   | 3     | LKBL | 1    | Campeão           | –              | –    | –                 |
| 2005–06   | 3     | RKL  | 3    | Medalha de Bronze | –              | –    | –                 |
| 2006–07   | 3     | RKL  | 1    | Promovido         | –              | –    | –                 |
| 2007–08   | 2     | NKL  | 4    | Semifinalista     | –              | –    | –                 |
| 2008–09   | 2     | NKL  | 4    | Semifinalista     | –              | –    | Quarta Fase       |
| 2009–10   | 1     | LKL  | 4    | Semifinalista     | Challenge Cup  | 5    | Primeira Fase     |
| 2010–11   | 1     | LKL  | 4    | Semifinalista     | Challenge Cup  | 1    | Segunda Fase      |
| 2011–12   | 1     | LKL  | 9    | –                 | Elite Division | 11   | Segunda Fase      |
| 2012–13   | 1     | LKL  | 7    | Quartas de finais | Elite Division | 9    | Segunda Fase      |
| 2013–14   | 1     | LKL  | 7    | Quartas de finais | Elite Division | 13   | Segunda Fase      |
| 2014–15   | 1     | LKL  | 3    | Medalha de Bronze | Elite Division | 3    | Medalha de Bronze |

### Camisetas Aposentadas
| Camisetas do Juventus Utena Aposentadas |                  |         |            |                   |
| No.                                     | Jogadores        | Posição | Temporadas | Data da Cerimônia |
| 8                                       | Žydrūnas Urbonas | SF, PF  | 2009–2012  | 29/09/2012        |